# Državni sabor (Srbija)
Državni sabor bio je najviši organ središnje vlasti u srednjovjekovnoj srpskoj državi poslije vladara. 

## Porijeklo
Srpski državni sabor vodi podrijetlo od starih praslavenskih narodnih skupština. Nastao je od skupova rodovsko-plemenskih starješina, koji su u periodu izgrađivanja ranog feudalizma u srpskim zemljama evoluirali u posebna vijeća ili savjete. S izgradnjom organa vlasti i srednjovjekovne monarhije i napuštanja oblika tradicionalne vojne demokracije, državni sabor Srbije srednjeg vijeka dobiva oblik feudalnog organa vlasti vlasteoske klase i oformljse kao staleška skupština, s potrebom za jedinstvenim takvim tijelom za cijelu državu, usporedo kao i njezina definicija. Prve pouzdane informacije o Državnim saborima potiču iz XII. stoljeća.
Tipična južnoslavenska karakteristika, nalazio se i u Bosni, Bugarskoj i Hrvatskoj, ali i šire općeslavenska, jer su se slični organi nalazili i u Rusa, Poljaka, Karantanaca, te i Dubrovčana, no nigdje s toliko slobode i ovlašćenja kao u srednjovjekovnoj Srbiji. Slično tijelo, pak, se javljalo i u Ugarskoj.

## Članstvo, sazivanje i održivanje
Državni sabor srednjovjekovne Srbije je bio redovito sazivan na velike blagdane, posebnom pismenom uredbom vladaoca. U slučajevima eksplicitne potrebe, vladalac je mogao i sazivati izvanrednu sjednicu Državnoga sabora, a u slučaju njegovog nedostatka, ili prilikom ustoličenja prijestolonasljednika na tron, osoba koje to činila je bio vjerski poglavar. Državni sabor se održavao ili u kraljevskim osobnim zamkovima, kao na primjer onima u Paunima, Svrčinu, Prištini, Štimlju ili Nerodimlju, ili u varošima kao što su bili Ras, Deževo, Prizren, Svrčin ili Skoplje. Širenjem vlasti na jug, došlo je do uključenja značajnog broja grčkog plemstva i klira, pa su se sabori održavali i tamo, u mjestima kao što su Ser i Krupište.
Vladalac je otvarao sjednicu Državnoga sabora i njime predsjedavao. Uz njega je obavezno bila prisutna i porodica, supruga i prijestolonasljednik, a nekada je pored sjedila i Majka. Članstvo državnog sabora je imala sva i velika i mala (svjetovna) vlastela (podjela se vlastele na ove dvije grupacije po socijalnom statusu dogodila u prvoj polovici XIV. stoljeća), iskljujući najbrojnije i najniže pripadnike vlasteoskog roda, vlasteličiće. U početku se javljaju i obični ratnici, niže plemstvo imenovano vojini ili vojnici (drugi termin je ostao i kasnije), dok se još stvara novi politički sistem. Vlasteličići se javljaju tek kasnije, poslije 1300. godine, kao termin koji se po Srbiji i Bosni raširio iz Dubrovačke Republike, ali konačno ustalio u srpskom državnom pravu tek u doba carstva za manje vlasteline. 
Kasnije se tek ustalila raspodjela ove krupne vlastele na Državnom saboru, kada se i konačno (od početka XIII. stoljeća) dovršava društveno raslojavanje na klase u srpskoj državi. Bila je vojna, bazirana na bizantsko-rimskom dekadnom sistemu. Po rangu:
1. Vojvode
2. Tisućnici
3. Satnici
4. Petidesetnici
5. Desetnici (najčešće kvazi-feudalni pronijari, koji su ulazilu u rat s pratnjom od 10 konjanika)
U Državnom saboru je svoje mjesto istovjetno imala i crkva, odnosno više sveštenstvo s crkvenim poglavarem (od osnutka Srpske pravoslavne crkve 1219. godine arhiepiskop, od 1346. godine patrijarh), crkvena vlastela. Tu su bili svi pravoslavni arhijereji (episkopi, mitropoliti,...) i igumani manastira na državnoj teritoriji, ali i srpski svetogorski kaluđeri (njihovi predstavnici), kao i posebni monasi koji su stekli veliki ugled i status takozvanih staraca. I pored očitog privilegovanog statusa istočno-pravoslavnog kršćanstva, i rimokatolička crkva iz srpskog Pomorja (Barska arhiepkiskopija) je vjerojatno imala povremeno predstavništvo na Državnim saborima, kada je bilo latinskih pitanja, a pogotovo u vremena privilegija katoličke crkve pojedinih vladara. 
Sjednicama Državnih sabora je prisustvovalo i raznorazno zemaljsko činovništvo (kaznaci, tepčije, sluge, stavioci). Na Državnim saborima nije bilo nikakvog predstavništva, niti zastupništva, prisutnost članova je bila obavezna. Svaki vlastelin je dolazio u svoje ime, i nedolaskom na sabor on nije računat u evidenciju tijekom zasijedanja. Učešće na saborima se zvalo raspra, monarh je prvi održavao svoje govore i izvještaje, koji su praćeni prijedlozima od pojedinačnih članova.

## Nadležnost
Državni sabor je bio zemaljsko predstavničko tijelo povlašćenog staleža i opća javnopravna institucija središnjeg srpskog srednjovjekovnog uređenja. Prilikom donošenja državnih odluka, vladalac se dogovarao s okupljenima na saboru. On je značajno ograničavao vladaočevu političku moć, čineći je umjerenom. Podrška sabora je bila domalo neophodna za svakog srpskog monarha u srednjem vijeku koji je iole htio biti uticajan. Državni sabor je bio tipična karakteristika nemanjićkog perioda, koji se inače smatra zlatnim dobom srpske povijesti. 
Ovlaštenja Državnoga sabora su sljedeća:
1. Prijesto: Svečano krunisanje novog monarha (do 1217. godine velikog župana, poslije kralja, a od 1346. godine i cara) je imalo karakter narodne i staleške svečanosti, te se obavljalo na Državnim saborima, koji su i simbolički potvrđivali novog vladara. U slučaju odstupanja od ustanovljenog principa nasljeđivanja, koje je od kralja Stefana (II.) Nemanjića princip primogeniture, te njegovom nedostatku, Državni sabor je tu da izvrši legalizaciju ličnosti za novog suverena, tj. vrši izbor, što je vjerojatno bilo značajnije u ranija vremena. Abdikacija i imenovanje prijestolonasljednika i sve promjene na prijestolu općenito, su bile objavljivane na Državnom saboru.
2. Vjerska pitanja: Državni sabor je odlučivao umjesto crkvenoga povodom najznačajnijih pitanja koje se tiču crkve, a koja prevazilaze okvire crkvene autonomije i njezine jerarhije. 
a) izbor crkvenoga poglavara: Državni sabor je birao novog poglavara crkve, u slučaju njegove smrti ili povlačenja sa svog položaja. Izbor je imao i ceremonijalni karakter - na njemu se novi arhiepiskop ili patrijarh svečano ustoličavao
b) teritorijalna podjela: Državni sabor je odlučivao o osnivanju novih episkopija ili o ukidanju starih, kao i o promjeni granica postojećih
c) borba protiv jeresi: zbog prirode svojih učenja, jeres nije predstavljala prijetnju samo za čistotu vjere, već i za cijeli feudalni poredak i samim tim za samu državu, te se o mjerama protiv nje odlučivalo na Državnom saboru
3. Zakonodavna djelatnost: Državni sabor je dijelio zakonodavna ovlašćena s vladaocem. Učestvovao je u donošenju svih opće-pravnih propisa i bitnih pojedinačnih. Povelje su izdavane i obnavljane na Državnim saborima, koji su ih potvrđivali. Ovo je bilo konkretno značajno za darivanje imanja crkvama i manastirima, i općenito, učešće sabora je objezbijeđivalo nepovredivost baštine. Državni sabor je bio dužan za ustanovljivanje nepoštovanja starijih akata i uspostavljanje prijašnjeg i propisanog stanja. Smjenom običajnog prava javljaju se pisane pravne norme i vladar donosi naredbe i uredbe, koje sve moraju imati potvrdu Državnoga sabora da bi bile pravno važeće. Posmatranje razvoja zakonodavstva, ukazuje i na razvitak feudalnoga poretka i u Srbiji i na europskoj sceni, pooštravanjem mjera protiv odbjeglih seljaka, vezivanjem ih za zemlju i donošenjem novih mjera protiv razbojništva. Od najranijih početaka Državni sabor uopće nije imao ovu moć, a vremenom je imao sve veću i veću ulogu, kako je usporedo i vladaočeva zakonodavna djelatnost slabila
4. Vanjska politika: Državni sabor je odlučivao o svim međunarodnim odnosima, o ratu i miru. No, kako je zavijek rezervirani primat u vođenju spoljne politike imao Monarh i njegov Dvorski savet, državni sabor je mogao biti postavljen pred svršeni čin i jedino što je mogao uraditi je formalno potvrditi prethodno donijetu odluku
5. Sudska nadležnost: Državni sabor nominalno nije imao sudsku funkciju, ali postoji nekoliko slučajeva u kojem je sam on postupao kao vrhovni prvostepeni sud, iznad samog vladara, u kojem je vrhovna sudska funkcija ležala. Državni sabor je u skadu s vladaocem birao članove i postavljao Državne sudove, koji su odlučivali u svim carskim dugovima i krivično-pravnim pitanjima koji ne spadaju pod nadležnost lokalnih, vlastelinskih Patrimonijalnih sudova
Državni sabor vremenom gubi sve svoje funkcije, i svodi se sve više na tijelo prvenstveno ceremonijalnoga karaktera, zbog nemoćugnosti redovitoga zasijadanja zbog velikih opasnosti, te se približavanjem Srpske despotovine u XV. stoljeću on jedva i sastaje, a sve uloge preuzima Dvorski savet.

## Drugi sabori

#### Crkva
U povijesti srednjovjekovne srpske države se znatno češće od državnog sabora javlja crkveni sabor. On je bio centralni uptravni organ Srpske crkve, i odlučivao je o svim pitanjima unutar okvira crkvene autonomije, koje ne izlaze iz njezinog okvira, odnosno ne spadaju pod tri gorepomenute kategorije koje su rezervirane isključivo za Državni sabor (izbor poglavara, uređenje eparhija, osuda jeretičkog učenja). 

#### Savjet
Postojalo je jedno drugo, manje, državno tijelo sa sličnim ulogama, zvano Dvorski savjet. On je bio uži krug najmoćnijih, najimućnijih i najuticajnijih velmoža, najodanijih vladaru predstavnika vlastele, u prvom redu članovi vladajuće dinastije. Dvorski savjet je sazivan znatno češće od Državnog sabora, i odlučivao je o svim sitnicama koje mogle ići na sabor, kao i u vremena kada sabor nije mogao biti sazvan, a tu je imao primat u polju spoljne politike. Savjet je prvenstveno savjetodavno tijelo monarha i njegov osobni organ centralne uprave, ali je i na taj način djelomično organičavao vladaočevu vlast, u poljima koja prevazilaze Državni sabor. 
Dvorski savjet je uvijek održavan na osobnim monarhovim dvorovima, i tu je uvijek bio za pomaganje prilikom rješavanja državnih pitanja. Prije nego što bi prijedlozi bili iznošeni na Državnom saboru, oni su raspravljani na Dvorskom savjetu, koji ih je, odnosno, i upućivao. Visoki crkveni velikodostojnici su rijetko bili članovi savjeta, no na srpskom dvoru je postojala i praksa da su i vodeći Dubrovčani zasijedali s monarhom. 
Približavanjem 15. stoljeću i zbog nemogućstva redovitog zasijedanja Državnoga sabora i sve većeg jačanja monarhovog apsolutizma, Dvorski savet na sebe preuzima u potpunosti sve uloge sabora. Nije poznato je li, barem u početku, savjet barem formalno biran na saborima, ili je to odvajkada bilo isključivo polje suverena. Dvorski savjet je postojao sve do posljednjih izdanaka centralne srpske državnosti u jeku osmanlijskih osvajanja.

#### Lokalna samouprava
Župski zborovi su bili narodna skupština najmanje teritorijalne jedinice u srpskoj državi, župe, odnosno županije. Na zborovima župa, ili zborovima samo pojedinih njezinih dijelova, raspravljano je i odlučivano je isključivo o mjesnim pitanjima, u okviru postojećega prava. Dobar primjer minijaturne plemićske skupštine sa srpskih prostora je bio u Paštrovićima (sborrum Pastrovichiorum), čiji zbor se konkretno spominje 1423. godine. Kod Budve su se Paštrovići skupljali na otvorenom prostoru, morskom žalu. 
Kao ostatak starih manjih narodnih demokratskih skupština, na kojem učestvuju svi punoljetni odrasli pripadnici, neki su se kao takvi očuvali skroz kroz Srednji vijek. U Trebinju je takav zbor najviši autoritet, a slični narodni skupovi su se mogli naći u Dračevici kod Herceg Novoga, ili u Luštici i Bogdašićima u bokokotorskome zalijevu, dok se u srpskoj unutrašnjosti javlja hora. Ovakav sistem se zbog relativne izolovanosti trajno očuvao u predjelima Crne Gore i južne Hercegovine, i doveo do posebnog očuvanja zadružnog života i potom do razvitka plemenskog sustava, koji se održao skoro do XIX. stoljeća. 
U Srbiji su postojali su seoski zborovi, seoske skupštine na kojima se utvrđivala raspodjela dužnosti unutar zadruge i na kojima su se utvrđivala pitanja seoskih međa, također ostaci ostataka iz starih vremena. U doba razvijenog feudalizma, ovakvi zborovi su mogli biti održivani samo kada ih nadležna vlastela odobri, i morali su imati predstavnike povlašćenih staleža kao promatrače. Iz straha od seljačkih zavera, a sebri, zavisno stanovništvo, su nesumnjivo činili većinu stanovništva po robovlasničkom i feudalnom pravu, učesnici "zborova sebara" se kažnjavaju odsjecanjem ušiju, a organizatori i predvodnici smuđenjem kose ibrade, što je bilo uspostavljeno u doba Imperije, u slučaju nepoštovanja propisa, jer se to smatralo krivičnim djelom protiv države i pravnog poretka.

## Primjeri
Spisak poznatijih Državnih sabora u srednjovjekovnoj Srbiji:
- 1186. godine državni sabor velikog župana Stefana Nemanje, po bizantskom principu odnosa prema Manihejima, bogumilski patareni, srpski poznati kao babuni, osuđeni i pronađeni jereticima, vjera zabranjena i mjere protiv nje donijete, kršćanska struja pobijedila
- ožujak 1196. godine, veliki župan Stefan Nemanja abdicira i imenuje svog srednjeg sina Stefana za nasljednika
- 1221. godine crkveno-državni sabor u Žiči Stefana Nemanjića i arhiepiskopa Save, raspravljalo se o organizaciji Srpske pravoslavne crkve i svim općim crkvenim pitanjima
- krajem 1233. godine, arhiepiskop Sava (Rastko Nemanjić) se povlači, biva izabran njegov kandidat učenik Arsenijeg za novog poglavara crkve
- 1282. godine, kralj Stefan Dragutin, Deževo, abdicira u korist svog brata Milutina
- 1312. godine, državni sabor sazvan od strane dva kralja, srpskog Dragutina i raškog Milutina, upućuje arhiepiskopskog nasljednika igumana Nikodima u Konstantinopolj k caru Androniku II. i njegovom savladaru, sinu Mihailu, i vaseljenskom patrijarhu Nifonu, da posreduju u njihovom izmirenju prilikom spora oko nadležnosti
- državni sabor 1317. godine, kralj Milutin, izabran Nikodim za novog srpskog vjerskog poglavara; sabor odlagan dva puta vetom (zatvaranjem) kralja Milutina u neuspješnoj kampanji da Državni sabor ubijedi da izabere njegovog kandidata, Danila
- 6. siječnja 1322. godine, arhiepiskop Nikodim kruniše Stefana Uroša II. Milutina za Kralja i njegovog sina s Mladog Kralja
- 14. rujan 1324. godine kralja Milutina, episkop Humski Danilo izabran za patrijarha srpskoga Danila II.
- 29. srpanj 1331. godine, kralja Stefana Dečanskoga, raspravljala se politička situacija i odlučivala budućnost poslije epske pobjede u bitki kod Velbužda u obrani od bizantsko-bugarskog saveza
- 8. rujan 1331. godine, Stefan Dušan krunisan od strane arhiepiskopa Danila II. na državnom saboru u Svrčinu
- zima 1345. godine, Državni sabor ovlašćuje kralja Stefana Dušana da se proglasi carem
- na Uskrs 6. travnja 1346. godine na državnom saboru u Skoplju srpski patrijarh Joanikije i bugarski patrijarh Simeon krunisali za Cara svih Srba i Grka, njegovu ženu Jelenu za Caricu, i sina Uroša za Kralja
- 1347. godine, na državnom saboru cara Stefana Dušana, inicijativom despota Olivera, izvršena je obnova episkopskog sjedišta u Morozvizdu u eparhiji ohridske crkve
- 21. svibanj 1349. godine, na državnom saboru cara Dušana u Skoplju, donijet je slavni Dušanov zakonik, općepravni akt za srpsku državu koji predstavlja fuziju narodnog i već ustanovljenog prava s bizantskim, s ukupno 135 članova
- 1. rujna 1353. ili 31. kolovoza 1354. godine, državni sabor cara Dušana u Seru, dopunjen je Dušanov zakonik s još 66 članova i pravo u Srbiji je zaokruženo
- jesen 1354. godine, na državnom saboru u Seru izabran patrijarh Sava
- državni sabor u Krupišti 1355. godine, pregovori s papskim izaslanicima o pokretanju križarskog pohoda protiv osmanske prijetnje pod vođstvom viteza Dušana, branitelja kršćanstva
- travalj 1357. godine, Skoplje, potvrda povlastica Dubrovčanima i izbor novog cara (kandidati: Uroš i Simeon-Siniša), Uroš podržan za buduće pregovore
- negdje 1365. godine, sabor cara Uroša u Prizrenu, Vukašin Mrnjavčević krunisan za kralja, a njegov brat Uglješa za despota; bez prisustva stare raške i srpske vlastele koji su bojkotirali
- 3. oktobar 1374. godine, državni sabor u Peći sazvan, sazvalo srpsko namjesništvo, knez Lazar Hrebeljanović i gospodar Đurađ I. Balšić, izabran Patrijarh Jefrem
- redovni državni sabor 1374. godine, Skoplje
- državni sabor 1411. godine Despota Stefana, povodom pripadnosti sela Luštice
- 1427. godine, sabor despota Stefana Lazarevića u Srebrnici, povodom izmirivanja s Đurđa Brankovića i njegovog usvajanja
- državni sabor 1450. godine patrijarha Nikodima, Peć, spovodom žalbi Hilandara za neprimanje prihoda

## Vidjeti još
- Hrvatski sabor
- Bosanski stanak